# Griffith, Indiana
Griffith är en stad (town) i Lake County, i delstaten Indiana, USA. Enligt United States Census Bureau har staden en folkmängd på 16 877 invånare (2011) och en landarea på 20 km².